# Alghero Vermentino frizzante
L'Alghero Vermentino frizzante est un vin effervescent italien de la région Sardaigne doté d'une appellation DOC depuis le 19 août 1995. Seuls ont droit à la DOC les vins blancs récoltés à l'intérieur de l'aire de production définie par le décret. 

## Aire de production
Les vignobles autorisés se situent en province de Sassari dans les communes de Alghero, Olmedo, Ossi, Tissi, Usini, Uri, Ittiri ainsi qu'en partie sans la commune de Sassari.

## Caractéristiques organoleptiques
- couleur : jaune paille
- odeur : intense, caractéristique, légèrement fruité
- saveur : sèche ou doux

L'Alghero Vermentino frizzante se déguste à une température de 6 à 8 °C et il se gardera 1 – 2 ans. 

## Production
Province, saison, volume en hectolitres :
- Sassari (1996/97) 13423,9